# Contratista del gobierno
Un Contratista del gobierno es una compañía privada que produce bienes o servicios bajo contrato para el gobierno. A menudo los términos del contrato especifica el precio del coste más el beneficio, es decir, el contratista obtiene un pago por sus costos, más un determinado margen de beneficios. Las leyes a menudo requieren que los gobiernos concedan contratos al licitar bajo ingresos. Algunas comunidades están en gran medida apoyadas por la actividad de contratación del gobierno, por ejemplo, gran parte de la economía del norte de Virginia consta de empleados contratistas del gobierno directa o indirectamente por el gobierno federal.